# 44 Eridani
44 Eridani, som är stjärnans Flamsteed-beteckning, är en ensam stjärna. Trots sin Flamsteed-beteckning tillhör den inte Jungfruns stjärnbild. Den ligger på gränsen mellan stjärnbilderna och fick byta tillhörighet vid översynen av gränser mellan stjärnbilderna år 1930 och benämns efter bytet av stjärnbild ofta med sin HD-beteckning, HD 28375. Den har en skenbar magnitud på ca 5,53 och är svagt synlig för blotta ögat där ljusföroreningar ej förekommer. Baserat på parallax enligt Gaia Data Release 2 på ca 6,8 mas, beräknas den befinna sig på ett avstånd på ca 480 ljusår (ca 147 parsek) från solen. Den rör sig bort från solen med en heliocentrisk radialhastighet av ca 18 km/s.

## Egenskaper
44 Eridani är en blå till vit stjärna i huvudserien av spektralklass B3 V, även om Houk och Swift tilldelade den spektralklass B5 III/IV, vilket anger att den är en mer utvecklad stjärna som är på väg in i jättestadiet. Den har en massa som är ca 5 solmassor, en radie som är ca 2,2 solradier och utsänder ca 127 gånger mera energi än solen från dess fotosfär vid en effektiv temperatur på ca 13 000 K.
Ett överskott av infraröd strålning har observerats, vilket tyder på närvaro av en omgivande stoftskiva. Den har en temperatur på ca 119 K och kretsar på ett avstånd av 67 AE från stjärnan.